# Mark Andes
Mark Andes (* 19. února 1948 Filadelfie) je americký baskytarista.

## Život
Narodil se ve Filadelfii, ale vyrůstal v Los Angeles. Byl jedním ze dvou synů herce Keitha Andese. V letech 1966 až 1967 působil v kapele Canned Heat, kterou opustil ještě před vznikem jejího debutového alba. Následně spoluzaložil kapelu Spirit, ve které hrál s několika přestávhami až do roku 1989. Po svém prvním odchodu ze Spirit založil kapelu Jo Jo Gunne. Po jejím rozpadu působil v kapele Firefall, kterou opustil v roce 1980. V letech 1982 až 1992 působil ve skupině Heart. Dále spolupracoval například s indánským hudebníkem Robertem Mirabalem či zpěvákem Alejandrem Escovedem (hrál na jeho desce The Boxing Mirror). Roku 2008 vydal album MPTU s bubeníkem Patem Mastelottem a dalšími.